# Richard Hardwick
‌
Pour les articles homonymes, voir Hardwick.

a Compétitions nationales et continentales officielles uniquement.

b Matchs officiels uniquement.
Dernière mise à jour le 25 juillet 2025.
Richard Hardwick, né le 31 mai 1994 à Windhoek (Namibie), est un joueur de rugby à XV évoluant principalement au poste de troisième ligne aile. D'abord international australien, il représente ensuite l'équipe de Namibie à partir de 2022.

## Biographie
Richard Hardwick est né à Windhoek en Namibie, mais émigre avec sa famille en Australie à l'âge de huit ans, et grandit dans la ville de Perth. Il est éduqué à la Churchlands Senior High School, avant de suivre ses études à l'université d'Australie-Occidentale.

## Carrière

### En club
Richard Hardwick commence à jouer au rugby avec le club d'Associates RUFC dans la banlieue de Perth, avant de rejoindre le club de son université, le University of Western Australia RUFC, où il achève sa formation. Avec ce club, il fait ses débuts en senior, et dispute le championnat amateur régional.
Il fait également partie de l'académie de la Western Force à partir de 2011, et fait partie du programme « Future Force », qui prépare les joueurs de l'État d'Australie-Occidentale pour le haut niveau.
En 2015, il est retenu dans l'effectif de Perth Spirit pour disputer le NRC, et fait ses débuts professionnels.
L'année suivante, il est promu au sein de l'effectif professionnel de la Western Force, évoluant en Super Rugby, pour la saison 2016,. Il fait ses débuts le 1er avril 2016 contre les Highlanders. Il joue quatre rencontres lors de cette première saison. Il prolonge ensuite son contrat avec la Force sur une longue durée.
Plus tard en 2016, il remporte le NRC avec Perth Spirit, et se voit élu homme du match lors de la finale de la compétition.
En 2017, il effectue une saison pleine avec la Western Force, disputant quinze rencontres,. Cependant, à l'issue de la saison, la Western Force est retirée du Super Rugby en raison du manque de résultat, et il est contraint de partir.
Il signe ensuite un contrat avec la franchise des Melbourne Rebels à partir de 2018, ainsi qu'avec les Melbourne Rising en NRC. Avec cette équipe, il s'impose comme un joueur cadre de la troisième ligne, et se fait remarquer par ses qualités de plaqueur et de gratteur,. En juin 2023, après six saisons aux Rebels, son contrat n'est pas reconduit, et il quitte la franchise.
Il quitte ensuite l'Australie pour l'Angleterre, et s'engage avec les Ealing Trailfinders pour la saison 2023-2024 de Championship (deuxième division),. Il fait une saison pleine avec le club anglais, participant à l'obtention du titre de champion d'Angleterre,.
Au bout d'une unique saison avec Ealing, il rejoint la Pro D2 française et le club du FC Grenoble, signant pour un contrat de deux ans. Au terme de sa première saison, il reçoit un carton rouge lors de la demi-finale que son équipe remporte face à Provence Rugby pour un placage dangereux. Suspendu cinq semaines à la suite de ce geste, cela met un terme prématuré à sa saison, et lui fait manquer la finale perdue face à l'US Montauban, et le match de barrage face à l'USA Perpignan. 

### En équipe nationale
Richard Hardwick joue avec la sélection scolaire australienne A (en) en 2011.
Il est sélectionné pour la première fois avec les Wallabies en juin 2017 par le sélectionneur Michael Cheika. Il obtient sa première cape internationale le 10 juin 2017 à l'occasion d'un test-match contre l'équipe des Fidji à Melbourne. Il obtient ses deux seules sélections avec l'Australie lors de ce mois de juin 2017.
En novembre 2022, grâce au nouveau règlement de World Rugby qui autorise à jouer pour deux sélections différentes sous certaines conditions, il effectue son retour international sous le maillot de son pays de naissance, la Namibie, dans le cadre de la tournée d'automne en Europe. Il obtient sa première sélection avec son nouveau pays le 19 novembre 2022 contre le Canada à Amsterdam.
Le 21 août 2023, il est nommé au sein du groupe namibien sélectionné par Allister Coetzee pour participer à la Coupe du monde en France. Il joue les quatre matchs de son équipe lors de la compétition, dont trois comme titulaire au poste de troisième ligne centre.

## Palmarès
- Finaliste du NRC en 2014 avec Perth Spirit.
- Vainqueur du NRC en 2016 avec Perth Spirit.
- Vainqueur du RFU Championship en 2024 avec les Ealing Trailfinders.
- Finaliste du Championnat de France de 2e division en 2025 avec le FC Grenoble.

## Statistiques

### En équipe d'Australie
Richard Hardwick compte 2 capes en équipe d'Australie, dont aucune en tant que titulaire, depuis le 10 juin 2017 contre l'équipe des Fidji à Melbourne.

### En équipe de Namibie
Au 25 novembre 2023, Richard Hardwick compte 7 capes en équipe de Namibie, dont cinq en tant que titulaire, depuis le 19 novembre 2022 contre l'équipe du Canada à Amsterdam